# Lahszen Abrámí
Lahszen Abrámí (arabul: لحسن أبرامي); Casablanca, 1969. december 31. –) marokkói válogatott labdarúgó.

## Pályafutása

### Klubcsapatban
Casablancában született. Pályafutása nagy részét a Vidad Casablancában töltötte. 1998 és 2000 között Törökországban játszott a Gençlerbirliği együttesében. 

### A válogatottban
1991 és 2001 között 52 alkalommal játszott a marokkói válogatottban és 3 gólt szerzett. Tagja volt az 1992. évi nyári olimpiai játékokon résztvevő válogatott keretének és részt vett az 1998-as világbajnokságon, az 1992-es, az 1998-as és a 2002-es afrikai nemzetek kupáján.

## Sikerei, díjai
Raja Casablanca
- Marokkói bajnok (3): 1989–90, 1990–91, 1992–93
- CAF-bajnokok ligája (1): 1992
- Afro-ázsiai klubok kupája (1): 1993